# Cantón de Bellencombre
El cantón de Bellencombre era una división administrativa francesa, que estaba situada en el departamento de Sena Marítimo y la región de Alta Normandía.

## Composición
El cantón estaba formado por quince comunas:
- Ardouval
- Beaumont-le-Hareng
- Bellencombre
- Bosc-le-Hard
- Cottévrard
- Cressy
- Cropus
- Grigneuseville
- La Crique
- Les Grandes-Ventes
- Mesnil-Follemprise
- Pommeréval
- Rosay
- Saint-Hellier
- Sévis

## Supresión del cantón de Bellencombre
En aplicación del Decreto nº 2014-266 de 27 de febrero de 2014, el cantón de Bellencombre fue suprimido el 22 de marzo de 2015 y sus 15 comunas pasaron a formar parte; catorce del nuevo cantón de Neufchâtel-en-Bray y una del nuevo cantón de Luneray.